# Jack Eskridge
John Wallace "Jack" Eskridge (Kansas City, Kansas, 21 de enero de 1924-27 de marzo de 2006) fue un jugador de baloncesto estadounidense que disputó una temporada en la BAA. Con 1,96 metros de estatura, jugaba en la posición de ala-pívot.

## Trayectoria deportiva

### Universidad
Tras pasar por el Graceland Junior College, jugó durante dos temporadas con los Jayhawks de la Universidad de Kansas, en las que promedió 5,7 puntos por partido.

### Profesional
En 1948 fichó por los Chicago Stags de la BAA, con los que únicamente disputó 3 partidos, para firmar posteriormente con los Indianapolis Jets, con los que terminó la temporada, promediando 3,2 puntos por partido.

## Estadísticas de su carrera en la NBA

### Temporada regular
| Temporada | Edad | Equipo            | Liga | Pos. | P  | TIT | MIN | TC  | TCA | %TC  | 3P | 3PA | %3P | TL  | TLA | %TL  | R.OF. | R.DEF. | REB | ASIS | ROB | TAP | PER | FP  | PTS |
| 1948-49   | 25   | TOTAL             | BAA  |      | 23 |     |     | 1.1 | 3.0 | .362 |    |     |     | 0.6 | 0.9 | .700 |       |        |     | 0.6  |     |     |     | 1.1 | 2.8 |
| 1948-49   | 25   | Chicago Stags     | BAA  |      | 3  |     |     | 0.0 | 0.0 |      |    |     |     | 0.0 | 0.0 |      |       |        |     | 0.0  |     |     |     | 0.3 | 0.0 |
| 1948-49   | 25   | Indianapolis Jets | BAA  |      | 20 |     |     | 1.3 | 3.5 | .362 |    |     |     | 0.7 | 1.0 | .700 |       |        |     | 0.7  |     |     |     | 1.2 | 3.2 |
| Total     |      |                   | BAA  |      | 23 |     |     | 1.1 | 3.0 | .362 |    |     |     | 0.6 | 0.9 | .700 |       |        |     | 0.6  |     |     |     | 1.1 | 2.8 |

## Vida posterior
Tras dejar el baloncesto como jugador, regresó a su universidad para licenciarse en magisterio, consiguiendo trabajo como profesor y entrenador en Shenandoah, Iowa, hasta que en 1954, el entrenador de los Jayhawks Phog Allen le pidió ser su entrenador asistente, puesto que ocupó durante cinco temporadas. En 1960, el entrenador de los Dallas Cowboys de fútbol americano, Tom Landry, le contrató como mánager del equipo y encargado de la contratación de jugadores, ejerciendo durante 13 años.